# Pseudoscada sarepta
Pseudoscada sarepta är en fjärilsart som beskrevs av William Chapman Hewitson 1852. Pseudoscada sarepta ingår i släktet Pseudoscada och familjen praktfjärilar. Inga underarter finns listade.